# X-37B OTV-7
X-37B OTV-7 eller USA-349 eller USSF-52 var en flygning av en X-37B, för USA:s flygvapen. Uppskjutningen gjordes den 28 december 2023, Kennedy Space Center Launch Complex 39, Florida, med en Falcon Heavy-raket.
Den 7 mars 2025 återinträdde farkosten i jordens atmosfär och landade på Vandenberg Air Force Base i Kalifornien.